# Гракх Бабьоф
Гракх Бабьоф, роден като Франсоа Ноел Бабьоф (на френски: Gracchus (François Noël) Babeuf), 23 ноември 1760 – 27 май 1797 е френски политически журналист и революционер от времето на Френската революция. Организатор на „Съзаклятието на равните“ (1796), след разкриването на което е гилотиниран. Неговите идеи добиват популярност с нарицателното „Бабувизъм“. Като журналист се изявява след 1792 г. с името Камий Бабьоф, но по-късно се нарича „Гракх“ в почит на Гракхите – инициатори на поземлена реформа в античния Рим. Организираното от него „Съзаклятие“ става популярно със стремежа си да премахне имотните класи и да въдвори равенство. Организацията е определена като противозаконна и той заедно със съмишленици е екзекутиран по времето на Директорията.
Идеите на Гракх Бабьоф остават трайна следа в политическите трактовки на по-късните леви мислители, комунисти и анархисти.